# 振替伝票
振替伝票（ふりかえでんぴょう）とは、会社・商店などの事業者が、金銭の出入や取引内容などを記入（仕訳）するための伝票の一種である。
他の伝票と異なり、借方、貸方いずれの勘定科目も任意に選択できる。
仕訳例：
| 借方             | 貸方             |
| ---------------- | ---------------- |
| 地代家賃 220,000 | 普通預金 220,660 |
| 支払手数料 660   |                  |
日々の取引や金銭の出入りを帳簿に書き込む際、領収書や手形のまま処理しようとすると保管や管理の面で問題が生じる。
そのため、それら金銭の動きを振替伝票として作成する事で保管管理しやすくすると共に、書式が統一される事での利便性が発生する。
現在は日本全国の文房具を取り扱っている店で容易に入手する事が可能である。